# Roberta Taylor
Roberta Taylor (Londen, 26 februari 1948 – aldaar, 6 juli 2024) was een Engelse actrice en auteur. Ze is vooral bekend als Irene Raymond in de soapserie EastEnders en als Inspector Gina Gold in de ITV-dramareeks The Bill.

## Persoonlijk leven
In 1948 werd Taylor geboren in East Londen. Op 18-jarige leeftijd trouwde ze met haar jeugdvriend, wiens identiteit ze altijd verborgen heeft gehouden. Ze kregen samen een zoon, Elliot. Het huwelijk hield niet stand en het koppel ging begin jaren 70 uit elkaar.
Vervolgens werd ze lid van het Citizens Theatre in Glasgow, waar ze acteur Peter Guinness leerde kennen. Guinness en Taylor trouwden in september 1996. Guinness verscheen ook ettelijke keren in The Bill als, ironisch genoeg, Golds partner. Het koppel woont in Londen.
Taylor lijdt al sinds haar twaalfde aan arachnofobie. Deze fobie verhinderde bijna een reis naar Australië. Ze is sterk bevriend met haar ex-collega Alex Walkinshaw.

## Carrière

### Theater
Alvorens Taylor een bekend gezicht werd op de televisie, was ze actief in het theater. Ze was van 1980 tot en met 1992 actief in het Citizen Theatre in Glasgow. Tijdens deze periode speelde ze de rol van La Duchesse de Guermantes in het toneelstuk A Waste of Time, gebaseerd op het boek A la recherche du temps perdu van Marcel Proust. Rupert Everett en Gary Oldman waren haar tegenspelers. Daarnaast was Taylor onder andere ook te zien in Noël Cowards Design for Living en in Oscar Wildes A Women of No Importance en An Ideal Husband.
In 1992 vertolkte ze Princess Kosmonopolis in Sweet Bird of Youth van Tennessee Williams. In 1995 verscheen ze als de min in Shakespeares Romeo en Julia in het Lyric Hammersmith theater.

### Televisie
Taylor maakte haar televisiedebuut in de dramareeks Crown Court in 1979.
Van 1997 tot en met 2000 was ze te zien als Irene Raymond in de soapserie EastEnders. In 2002 sloot ze zich aan bij de cast van The Bill. Taylor speelde de rol van Inspector Gina Gold. In 2008 verliet ze echter de serie. Ze verscheen in totaal in 275 afleveringen, waarvan 272 als Gold, en drie als respectievelijk Angie Purser (1990), Liz Turner (1992) en Mrs. Reid (1993).
Daarnaast speelde ze ook als gastactrice mee in verschillende series, waaronder Doctors, Holby City, Silent Witness, Bleak House en Inspector Morse.

### Boeken
Naast acteren, schrijft Taylor ook boeken. Haar eerste boek, Too Many Mothers: A Memoir of an East London Childhood, verscheen in oktober 2005. In 2008 werd haar eerste roman, The Reinvention of Ivy Brown, gepubliceerd.
Taylor overleed op 6 juli 2024 op 76-jarige leeftijd.